# Krušari
Krušari (in bulgaro Крушари?) è un comune bulgaro situato nel distretto di Dobrič di 7 897 abitanti (dati 2009).

## Località
Il comune è formato dall'insieme delle seguenti località:
- Krušari (sede comunale)
- Abrit
- Aleksandrija
- Bistrec
- Dobrin
- Efrejtor Bakalovo
- Gaber
- Kapitan Dimitrovo
- Koriten
- Lozenec
- Ognjanovo
- Polkovnik Djakovo
- Poručik Kărdžievo
- Severnjak
- Severci
- Telerig
- Zagorci
- Zemenci
- Zimnica